# Eunidia bremeri
Eunidia bremeri là một loài bọ cánh cứng trong họ Cerambycidae.